# Bruno Belin
Bruno Belin (Zagabria, 16 gennaio 1929 – Belgrado, 20 ottobre 1962) è stato un calciatore jugoslavo, di ruolo difensore, scomparso a 33 anni a seguito di un incidente stradale lungo l'Autostrada della Fratellanza e dell'Unità.